# Калмаково (Ишимбайский район)
Калмаково (баш. Ҡалмаҡ, другое название — баш. Ҡалмаҡлар) —  в Ишимбайском районе Республики Башкортостан Российской Федерации. Входит в состав Петровского сельсовета.

## Название
От этнонима баш. Ҡалмаҡ.

## География
Расположена на р. Зиган. 

### Географическое положение
Расстояние до:
- районного центра (Ишимбай): 43 км,
- центра сельсовета (Петровское): 8 км,
- ближайшей ж/д станции (Стерлитамак): 40 км (по данным ИЭ — 42).

## История
Основана после 1914 года на территории Макаровской волости как выселок деревни Староарметово.

## Население
| 2002 | 2009 | 2010 |
| ---- | ---- | ---- |
| 24   | ↗32  | ↘24  |

Национальный состав
Согласно переписи 2002 года, преобладающие национальности — башкиры (59 %), татары (33 %).

## Инфраструктура
Личное подсобное хозяйство с зоной сельскохозяйственного использования, индивидуальная застройка усадебного типа.
Основа экономики — сельское хозяйство.

## Транспорт
Деревня доступна автотранспортом по подъездной дороге с автодороге 80К-026.